# Diel Breull
Diel Breull, död 1632, var en man som anklagades för häxeri i Hessen i Tyskland. 
Han hade 1629 förvisats från Hessen för att ha utövat trollkonster med en kristallkula, och då han återvände 1630 hade han ställts inför rätta. Han bekände att han efter sin familjs död 1622 hade vaknat upp i Venusberget, där "Fraw Holt" (den forntyska motsvarigheten till gudinnan Venus hette Frau Holle) visat honom de döda i himmelen och helvetet i en spegel och sagt honom att han var en "nattfarare", och han hade sedan fyra gånger årligen farit till Venusberget för att skörden skulle bli riklig. 
Han torterades tills han sade att Venusberget i själva verket var en häxsabbat där han försvor sig till djävulen; han avrättades sedan för häxeri.